# Палацо Манчинели-Вакара (Перуђа)
Палацо Манчинели-Вакара је насеље у Италији у округу Перуђа, региону Умбрија.
Према процени из 2011. у насељу је живело 718 становника. Насеље се налази на надморској висини од 438 м.